# Zabierzau
Zabierzau (polnisch Zabierzów, 1936–1945 deutsch Hinterwalde) ist ein Ort in der Landgemeinde Walzen (Walce) im Powiat Krapkowicki der Woiwodschaft Opole in Polen.

## Geographie
Das Angerdorf Zabierzau liegt drei Kilometer nordwestlich von Walzen, zehn Kilometer südlich von Krapkowice (Krappitz) und 32 Kilometer südlich von Opole (Oppeln) in der Schlesischen Tiefebene. Durch den Ort fließt die Swornica.
Nachbarorte von Zabierzau sind im Nordosten Schwärze (Ćwiercie) und im Südwesten Neu Kuttendorf (Nowe Kotkowice).

## Geschichte

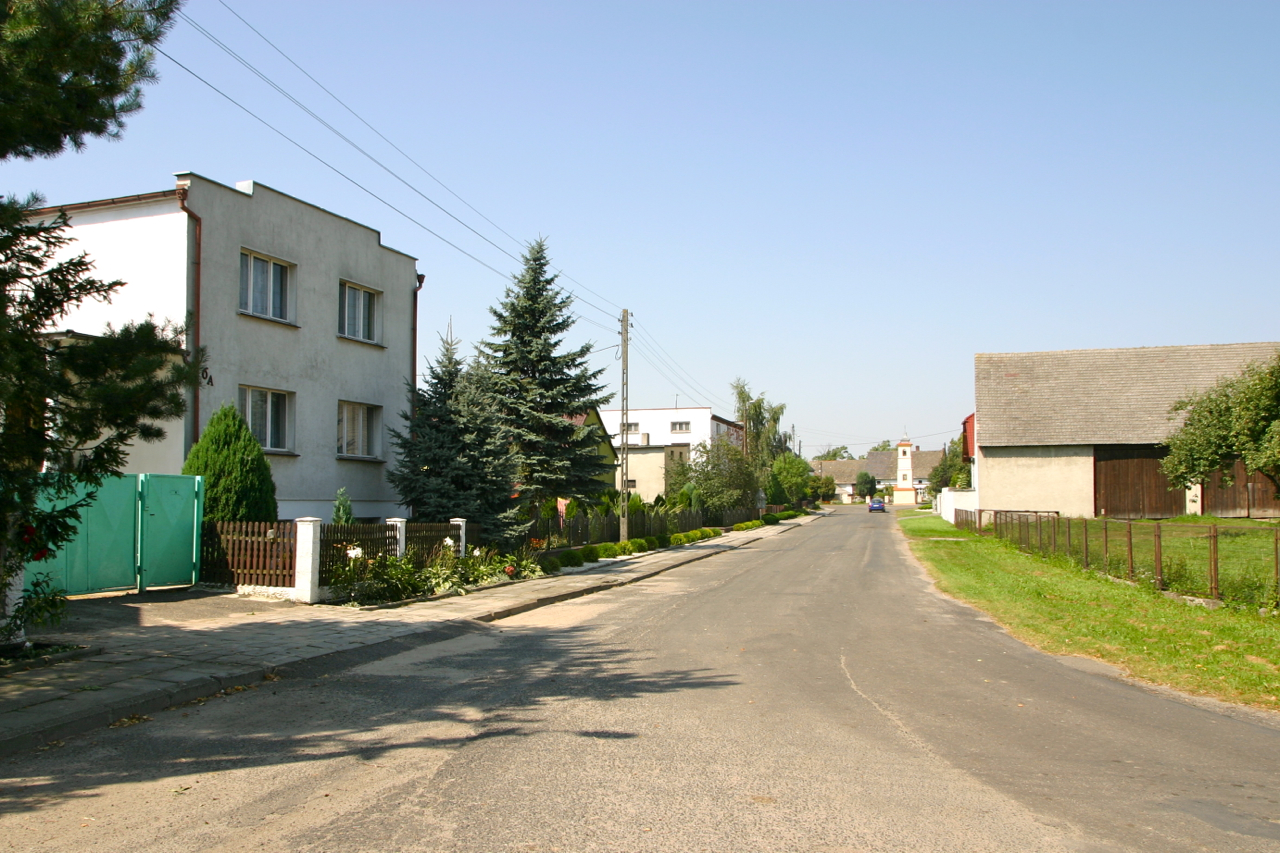
Ortsansicht

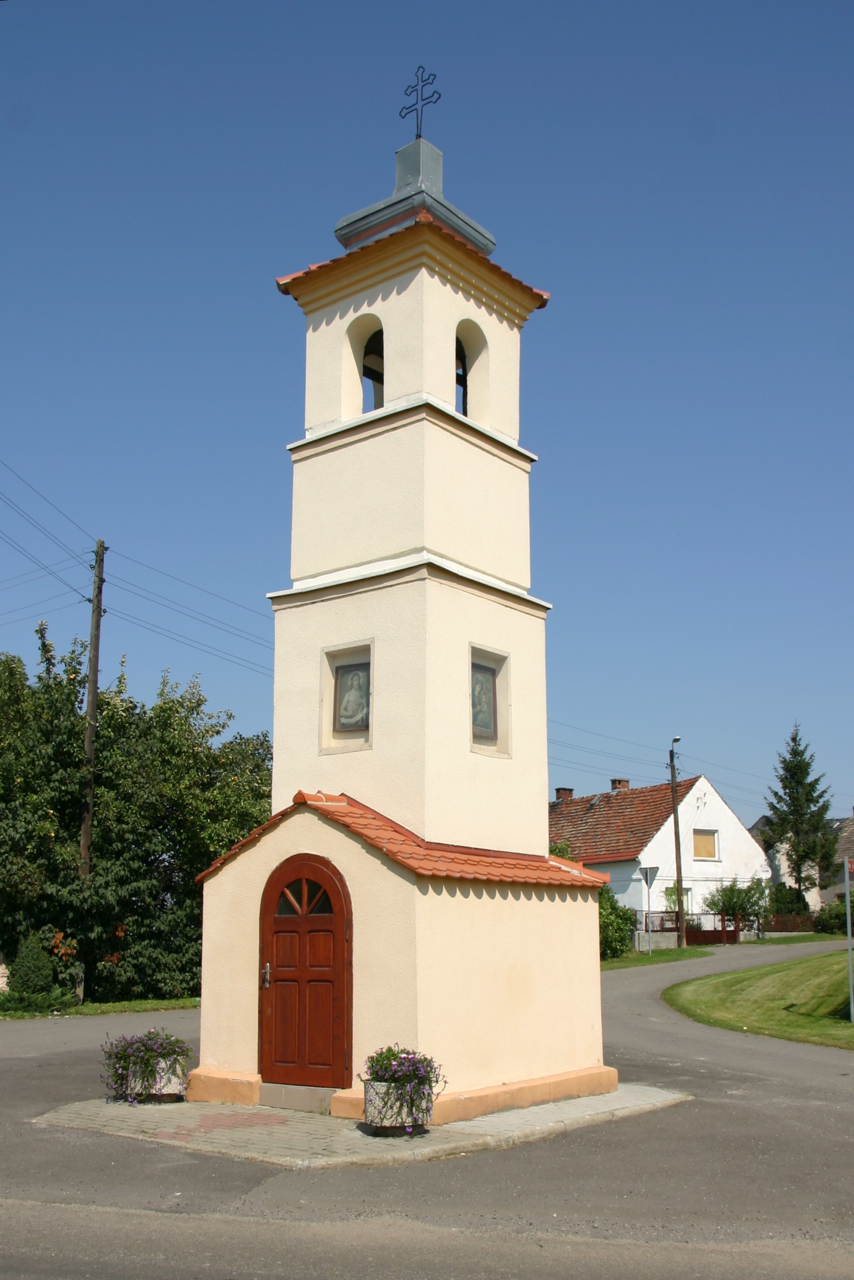
Glockenkapelle

Zabierzau wurde 1282 erstmals urkundlich als Saberow erwähnt. Für das Jahr 1283 ist es in der Schreibweise Czhanorovo belegt, 1329 als Zeberow und 1534 als Zabiraw.
Nach der Neugliederung der Provinz Schlesien gehörte die Landgemeinde Zabierzau ab 1816 zum Landkreis Neustadt O.S., mit dem sie bis 1945 verbunden blieb. 1845 bestanden im Ort einen Kretscham und 43 Häuser; die Einwohnerzahl lag damals bei 237, allesamt katholisch. 1861 zählte Zabierzau 242 Einwohner, 13 Bauern, vier Gärtner und 12 Häusler. Eingepfarrt und eingeschult waren die Bewohner nach Walzen. 1874 wurde der Amtsbezirk Walzen gegründet, dem die Landgemeinden Walzen, Schwäwze, Zabierzau und Rosnochau eingegliedert wurden. 1899 wurde die erste Schule eröffnet.
Bei der Volksabstimmung in Oberschlesien am 20. März 1921 stimmten 155 Wahlberechtigte für einen Verbleib bei Deutschland und dreizehn für Polen. Zabierzau verblieb beim Deutschen Reich. 1933 lebten in Zabierzau 279 Einwohner. Am 15. Juni 1936 wurde es in Hinterwalde umbenannt. 1939 hatte der Ort 295 Einwohner.
Als Folge des Zweiten Weltkriegs kam der bisher deutsche Ort Zabierzau 1945 unter polnische Verwaltung. Zugleich wurde es in Zabierzów umbenannt und der Woiwodschaft Schlesien angeschlossen. 1950 wurde es in die Woiwodschaft Opole umgegliedert. Seit 1999 gehört es zum Powiat Krapkowicki. Am 4. April 2006 wurde in der Gemeinde Walzen, der Zabierzau angehört, Deutsch als zweite Amtssprache eingeführt. Am 3. Juni 2009 erhielt es zusätzlich den amtlichen deutschen Ortsnamen Zabierzau.

## Sehenswürdigkeiten
- Denkmal für die Gefallenen beider Weltkriege
- Glockenkapelle
- St.-Florian-Statue
- Bildstock mit Marienstatue

## Vereine
- Freiwillige Feuerwehr OSP Zabierzów